# Марк Валерій Гомул
Марк Валерій Гомул (лат. Marcus Valerius Homullus; ? — після 152) — державний діяч часів Римської імперії, консул 152 року.

## Життєпис
Походив з патриціанського роду Валеріїв. Був сином Тита Гомула, сенатора. Про життя відомо замало. Був другом імператора Антоніна Пія. 
У 152 році став консулом разом з Манієм Ацилієм Глабріоном. Знано, що полюбляв займатися філософськими диспутами, був радником імператора, ймовірно входив до імператорської ради. Разом з тим є дані про пристрасть Гомула до розкошів та збирання цінних речей, також відомий дотепами та афоризмами. Найвідомішим є «Коли приходиш у чужий будинок, будь німий і глухий».